# Unión Deportiva Vecindario
La Unión Deportiva Vecindario és un club de futbol de la ciutat de Vecindario a Gran Canaria. Va ser fundat el 1962 i juga a la Interinsular Preferent de Las Palmas. És el quart equip canari que juga a Segona Divisió, després del CD Tenerife, la UD Las Palmas i la Universidad de Las Palmas.
La Unión Deportiva Vecindario es va formar el 1962. Després de molts anys en categories regionals canàries, va debutar a Tercera Divisió a la temporada 1989-90. A la temporada 1999-2000, després d'una gran campanya, va quedar en tercer lloc, i després de passar les eliminatòries per l'ascens, la temporada 00-01 debutà a la Segona divisió B.
La temporada 2005-2006 va aconseguir l'ascens a Segona divisió espanyola de futbol després de disputar les eliminatòries per l'ascens, gràcies al quart lloc aconseguit a la lliga regular de Segona divisió B al Grup I. A la primera eliminatòria, va guanyar al FC Cartagena (2-2 a l'anada, 1-0 a la tornada) i a la UE Llevant B (2-0 i 1-2).
El 3 de setembre de 2006 va guanyar el seu primer partit a segona en guanyar 4-2 al CE Castelló, amb dos gols del mallorquí Xisco.
Al finalitzar la temporada 2014-15 al no poder fer front als problemes econòmics el club va desaparèixer. El 2021 es refunda el club.

## Dades del club
- Temporades a 1a: 0
- Temporades a 2a: 1
- Temporades a 2a B: 10
- Temporades a 3a: 14
- Millor posició: 18a (Segona divisió espanyola de futbol temporada 06-07)